# Вапато (Вашингтон)
Вопато (енгл. Wapato) град је у америчкој савезној држави Вашингтон. По попису становништва из 2010. у њему је живело 4.997 становника.

## Историја

### Оснивање града
Град је основан 1885. године од стране индијанског поштара Александра Мекредија као жељезничке станице на систему жељезница за сјеверну пацифичку регију као Симко, Вашингтон. Давс Севералти Закон из 1887. године дозволио је влади да подијели племенске комуналне посједе индијанског резервата Јакама на парцеле за индијанске главе породица и појединаца. Продаја ових парцела привукла је досељенике у то подручје. Са изградњом Ирвин канала 1896. године, пољопривреда је постала велики бизнис у граду. У раним 1900-их, Мекреди и Џорџ Ранкин је основао Вапато Девелопмент компани и изнио градску локацију. Основали су прву банку у граду и почели да продају парцеле. Као одговор на упорну конфузију са оближњим Форт Симцом, град је промјенио име у Вапато 1903. године. Године 1906. Џонсов закон је додатно охрабрио Англосаксонце да купују земљу од Јакама људи. Вапато је званично инкорпорирана 16. септембра 1908. године, са популацијом од око 300 људи.
Име Вапато потиче од ријечи Чинук жаргона за јестиви коријен, вјероватно изворно изведен из језика горњег чинок народа.

### Јапански и афроамерички становници
Већ 1905. године, многи Јапанци су такође почели да мигрирају у град, углавном са Хаваја. Од 1916. до 1918. године, "Јапански град" се развио дуж данашње Западне 2. улице. Са више од 1.000 Јапанаца који су тада живјели у долини Јакима, заједница је убрзо постала центар јапанског становништва Вашингтона, одмах иза Сијетла. Јакима будистички храм Бусеј Кајкан (1936–1941. године), на Западној 2. улици, била је архитектонски значајна зграда коју су изградили чланови конгрегације.
Руља укључујући полицију напала је десетине Афроамериканаца у жељезничком кампу у Вапато 9. јула 1938. године. Афроамерички становници у граду су такође протјерани. Након што је избио Други свјетски рат, Вапатова школа јапанског језика (која је имала око 200 ученика) и неколико јапанских резиденција су спаљени од стране пиромана. Извршна наредба 9066 присилила је Јапанце да се евакуишу из Вапата 1942. године, а многи становници су послати у логоре.

## Географија
Према Бироу за попис становништва Сједињених Америчких Држава, град има укупну површину од 1,17 квадратних миља (3,03 km2), све земљиште. Заједница је унутар спољних граница индијанског резервата Јакама.

### Клима
Вапато  има полусушну климу (Bsk) са топлим љетима у комбинацији са хладним ноћима и умјерено хладним зимама.
| Клима Вапато (Вашингтон) (1991–2020 нормално, екстремно 1915–2013) | Клима Вапато (Вашингтон) (1991–2020 нормално, екстремно 1915–2013) | Клима Вапато (Вашингтон) (1991–2020 нормално, екстремно 1915–2013) | Клима Вапато (Вашингтон) (1991–2020 нормално, екстремно 1915–2013) | Клима Вапато (Вашингтон) (1991–2020 нормално, екстремно 1915–2013) | Клима Вапато (Вашингтон) (1991–2020 нормално, екстремно 1915–2013) | Клима Вапато (Вашингтон) (1991–2020 нормално, екстремно 1915–2013) | Клима Вапато (Вашингтон) (1991–2020 нормално, екстремно 1915–2013) | Клима Вапато (Вашингтон) (1991–2020 нормално, екстремно 1915–2013) | Клима Вапато (Вашингтон) (1991–2020 нормално, екстремно 1915–2013) | Клима Вапато (Вашингтон) (1991–2020 нормално, екстремно 1915–2013) | Клима Вапато (Вашингтон) (1991–2020 нормално, екстремно 1915–2013) | Клима Вапато (Вашингтон) (1991–2020 нормално, екстремно 1915–2013) | Клима Вапато (Вашингтон) (1991–2020 нормално, екстремно 1915–2013) |
| Показатељ \ Месец                                                  | .Јан.                                                              | .Феб.                                                              | .Мар.                                                              | .Апр.                                                              | .Мај.                                                              | .Јун.                                                              | .Јул.                                                              | .Авг.                                                              | .Сеп.                                                              | .Окт.                                                              | .Нов.                                                              | .Дец.                                                              | .Год.                                                              |
| ------------------------------------------------------------------ | ------------------------------------------------------------------ | ------------------------------------------------------------------ | ------------------------------------------------------------------ | ------------------------------------------------------------------ | ------------------------------------------------------------------ | ------------------------------------------------------------------ | ------------------------------------------------------------------ | ------------------------------------------------------------------ | ------------------------------------------------------------------ | ------------------------------------------------------------------ | ------------------------------------------------------------------ | ------------------------------------------------------------------ | ------------------------------------------------------------------ |
| Апсолутни максимум, °C (°F)                                        | 20 (68)                                                            | 22 (72)                                                            | 30 (86)                                                            | 34 (94)                                                            | 39 (102)                                                           | 40 (104)                                                           | 43 (110)                                                           | 41 (106)                                                           | 38 (101)                                                           | 32 (89)                                                            | 24 (75)                                                            | 20 (68)                                                            | 43 (110)                                                           |
| Средњи максимум, °C (°F)                                           | 13,9 (57,1)                                                        | 15,6 (60,1)                                                        | 21,6 (70,9)                                                        | 26,9 (80,4)                                                        | 32,3 (90,2)                                                        | 35,3 (95,6)                                                        | 38,7 (101,7)                                                       | 37,9 (100,2)                                                       | 34 (93,2)                                                          | 26,9 (80,5)                                                        | 18,2 (64,7)                                                        | 13 (55,4)                                                          | 39,1 (102,4)                                                       |
| Максимум, °C (°F)                                                  | 4,1 (39,3)                                                         | 8,6 (47,5)                                                         | 13,8 (56,9)                                                        | 18,4 (65,2)                                                        | 23,6 (74,5)                                                        | 27,3 (81,2)                                                        | 32,3 (90,2)                                                        | 31,6 (88,8)                                                        | 26,8 (80,3)                                                        | 18,8 (65,9)                                                        | 9,7 (49,5)                                                         | 3,6 (38,5)                                                         | 18,2 (64,8)                                                        |
| Просек, °C (°F)                                                    | −0,1 (31,8)                                                        | 2,7 (36,9)                                                         | 7,1 (44,8)                                                         | 11,1 (52,0)                                                        | 15,8 (60,5)                                                        | 19,6 (67,2)                                                        | 23,7 (74,7)                                                        | 22,9 (73,2)                                                        | 18,1 (64,5)                                                        | 10,9 (51,6)                                                        | 3,9 (39,1)                                                         | −0,6 (30,9)                                                        | 11,3 (52,3)                                                        |
| Минимум, °C (°F)                                                   | −4,2 (24,4)                                                        | −3,2 (26,3)                                                        | 0,3 (32,6)                                                         | 3,7 (38,7)                                                         | 8,1 (46,6)                                                         | 11,8 (53,3)                                                        | 15,1 (59,2)                                                        | 14,3 (57,7)                                                        | 9,3 (48,8)                                                         | 2,9 (37,3)                                                         | −1,8 (28,7)                                                        | −4,8 (23,3)                                                        | 4,3 (39,7)                                                         |
| Средњи минимум, °C (°F)                                            | −12,7 (9,1)                                                        | −9,8 (14,4)                                                        | −5,6 (22,0)                                                        | −1,9 (28,6)                                                        | 0,6 (33,0)                                                         | 5,2 (41,4)                                                         | 8,1 (46,6)                                                         | 7,9 (46,3)                                                         | 4 (39,2)                                                           | −4,4 (24,0)                                                        | −9,1 (15,6)                                                        | −12,2 (10,1)                                                       | −16,6 (2,1)                                                        |
| Апсолутни минимум, °C (°F)                                         | −30 (−22)                                                          | −29 (−21)                                                          | −14 (6)                                                            | −8 (18)                                                            | −3 (26)                                                            | 1 (33)                                                             | 2 (36)                                                             | 2 (35)                                                             | −5 (23)                                                            | −11 (12)                                                           | −23 (−9)                                                           | −33 (−27)                                                          | −33 (−27)                                                          |
| Количина падавинаmm (in)                                           | 27,9 (1,10)                                                        | 15,5 (0,61)                                                        | 14,2 (0,56)                                                        | 14,2 (0,56)                                                        | 21,1 (0,83)                                                        | 13,7 (0,54)                                                        | 6,1 (0,24)                                                         | 5,8 (0,23)                                                         | 5,8 (0,23)                                                         | 16,3 (0,64)                                                        | 23,4 (0,92)                                                        | 34,5 (1,36)                                                        | 198,6 (7,82)                                                       |
| Количина снега, cm (in)                                            | 13,2 (5,2)                                                         | 2,8 (1,1)                                                          | 0,8 (0,3)                                                          | 0 (0,0)                                                            | 0 (0,0)                                                            | 0 (0,0)                                                            | 0 (0,0)                                                            | 0 (0,0)                                                            | 0 (0,0)                                                            | 0,5 (0,2)                                                          | 4,1 (1,6)                                                          | 30,5 (12,0)                                                        | 51,8 (20,4)                                                        |
| Дани са падавинама (≥ 0.01 in)                                     | 8,5                                                                | 5,9                                                                | 5,6                                                                | 5,2                                                                | 6,4                                                                | 4,5                                                                | 2,6                                                                | 2,2                                                                | 3,1                                                                | 5,9                                                                | 8,2                                                                | 9,5                                                                | 67,6                                                               |
| Дани са снегом (≥ 0.1 in)                                          | 3,5                                                                | 0,9                                                                | 0,2                                                                | 0,0                                                                | 0,0                                                                | 0,0                                                                | 0,0                                                                | 0,0                                                                | 0,0                                                                | 0,1                                                                | 0,7                                                                | 3,7                                                                | 9,1                                                                |
| Извор #1: NOAA                                                     |                                                                    |                                                                    |                                                                    |                                                                    |                                                                    |                                                                    |                                                                    |                                                                    |                                                                    |                                                                    |                                                                    |                                                                    |                                                                    |
| Извор #2: WRCC                                                     |                                                                    |                                                                    |                                                                    |                                                                    |                                                                    |                                                                    |                                                                    |                                                                    |                                                                    |                                                                    |                                                                    |                                                                    |                                                                    |

## Демографија
Према попису становништва из 2010. у граду је живело 4.997 становника, што је 415 (9,1%) становника више него 2000. године.
| Група             | 2000.         | 2010.         |
| Белци             | 579 (12,6%)   | 401 (8,0%)    |
| Афроамериканци    | 23 (0,5%)     | 14 (0,3%)     |
| Азијати           | 70 (1,5%)     | 64 (1,3%)     |
| Хиспаноамериканци | 3.492 (76,2%) | 4.208 (84,2%) |
| Укупно            | 4.582         | 4.997         |

## Обраѕовање
Јавно образовање обезбеђује школски округ Вапато, познат и као јавне школе Вапато, који управља шест школа.